# 下三永村
下三永村（しもみながむら）は、広島県賀茂郡にあった村。現在の東広島市西条町下三永ならびに三永にあたる。

## 地理
西条盆地の南東に位置していた。
- 河川：三永川[1]

## 歴史
- 1889年（明治22年）4月1日 - 町村制の施行により、賀茂郡下三永村が単独で村制施行し、下三永村が発足[1][2]。
- 1940年（昭和15年） - 三永水源池工事に着手し、1942年（昭和17年）完成[1]。字打田が水没、43戸が移転した[1]。
- 1955年（昭和30年）1月1日 - 賀茂郡西条町に編入され廃止。旧村域は下三永として西条町の大字となる[1][2]。

## 産業
- 農業、瓦[1]

## 教育
- 1891年（明治24年）下三永簡易小学校を下三永尋常小学校に改組[1]。1920年（大正9年）高等科設置[1]。1947年（昭和22年）下三永小学校（統合され現東広島市立三永小学校）となる[1]。

## 名所・旧跡・観光地
- 福成寺[1]
- 三永水源地堰堤